# Holosteum kobresietorum
Holosteum kobresietorum är en nejlikväxtart som beskrevs av K.H. Rechinger. Holosteum kobresietorum ingår i släktet fågelarvar, och familjen nejlikväxter. Inga underarter finns listade i Catalogue of Life.